# Бартоу (округ)
Ба́ртоу (англ. Bartow County) — округ штата Джорджия, США. Население округа на 2000 год составляло 76 019 человек. По переписи населения США 2010 года 100 157 человек. Административный центр округа — город Картерсвилл.

## История
Округ Бартоу основан 3 декабря 1832 года и получил название Округ Касс (англ. Cass County), в честь генерала Льюиса Касса (1782 – 1866). . 6 декабря 1861 года округ был переименован, получил нынешнее название в честь Френсиса Бартоу, полковника Ополчения, погибшего в 1861 году в первом сражении при Булл-Ран.

## География
Округ занимает площадь 1191.4 км2. Основная часть округа находится в суббассейне реки Этова. Бартоу граничит на севере с округом Гордон, округом Пикенс на северо-востоке, Чероки — на востоке и округом Кобб на юго-востоке, округом Полдинг на юге, Полк — на юго-западе и округом Флойд на западе. 

## Демография
Согласно Бюро переписи населения США, в округе Бартоу в 2000 году проживало 76019 человек. Плотность населения составляла 63.8 человек на квадратный километр.

## Достопримечательности
Этова-Маундз